# Шермизе
Шермизе (фр. Chermisey) насеље је и општина у североисточној Француској у региону Лорена, у департману Вогези која припада префектури Нефшато.
По подацима из 2011. године у општини је живело 99 становника, а густина насељености је износила 9,21 становника/km². Општина се простире на површини од 10,75 km². Налази се на средњој надморској висини од 430 метара (максималној 446 m, а минималној 350 m).

## Демографија
| 1962. | 1968. | 1975. | 1982. | 1990. | 1999. | 2011. |
| ----- | ----- | ----- | ----- | ----- | ----- | ----- |
| 132   | 127   | 103   | 109   | 101   | 93    | 99    |

График промене броја становника у току последњих година